# Burg Dietzhof
Die Burg Dietzhof ist eine abgegangene hochmittelalterliche Wasserburg an der Stelle des Hauses Nr. 42 in Dietzhof, einem Gemeindeteil von Leutenbach im Landkreis Forchheim in Bayern.
Von der 1433 erwähnten Burg, als deren Besitzer die Herren von Stiebar genannt werden, sind zwei tonnengewölbte Räume in der Scheune des Hauses verbaut. In der Südmauer befanden sich Schießscharten und westlich davon Reste des Ringgrabens.